# Người Mỹ gốc Séc
Người Mỹ gốc Séc (tiếng Anh: Czech Americans, tiếng Séc: Čechoameričané), được biết đến vào thế kỷ 19 và đầu thế kỷ 20 là người Mỹ gốc Bohemia, là công dân của Hoa Kỳ là người gốc từ người Séc. Người Séc có nguồn gốc từ các vùng đất của Séc, một thuật ngữ dùng để chỉ phần lớn các vùng đất truyền thống của Vương quốc Bohemia, cụ thể là Bohemia, Moravia và Silesia của Séc. Những vùng đất này theo thời gian đã được cai trị bởi nhiều quốc gia, bao gồm Vương quốc Bohemia, Đế quốc Áo, Tiệp Khắc và Cộng hòa Séc. Người Đức từ vùng đất Séc di cư sang Hoa Kỳ thường được xác định là người Mỹ gốc Đức, hay cụ thể hơn là người Bohemia gốc Đức. Theo điều tra dân số Hoa Kỳ năm 2000, có 1.262,527 người Mỹ gốc Séc hoặc một phần, ngoài 441.403 người liệt kê tổ tiên của họ là Tiệp Khắc.

## Dân số
Các tiểu bang có dân số Séc lớn nhất
| Texas      | 155.855 |
| Illinois   | 123.708 |
| Wisconsin  | 97.220  |
| Minnesota  | 85.056  |
| Nebraska   | 83.462  |
| California | 77.673  |
| Ohio       | 61.640  |
| Iowa       | 51.508  |
| New York   | 44.942  |
| Florida    | 42.890  |

Các tiểu bang có tỷ lệ cao nhất của dân số Séc
| Nebraska     | 4,9% |
| North Dakota | 2,1% |
| South Dakota | 2,0% |
| Wisconsin    | 1,8% |
| Iowa         | 1,8% |
| Minnesota    | 1,7% |